# Геморрагический плеврит
Геморрагический плеврит — воспаление плевры геморрагического характера. Сопровождается болью в грудной клетке, кашлем с выделением мокроты слизисто-геморрагического характера, повышением температуры тела.

## Причины геморрагического плеврита
- Заражение инфекционными агентами (вирусы, бактерии) кровяной жидкости в плевральной полости при осложнённом течении гемоторакса.

## Симптомы геморрагического плеврита
- Боль в грудной клетке при глубоком вдохе;
- Повышение температуры тела;
- Озноб («похолодание»);
- Кашель с или без выделения слизисто-геморрагической мокроты.

## Осложнения геморрагического плеврита

### Лёгочные осложнения
- Пневмония;
- Параплеврит;

### Внелёгочные осложнения
- Сепсис;
- Менингит;
- Летальный исход.